# Drymen
Drymen est un village dans le Stirling, au centre de l'Écosse. 
C'était autrefois une halte populaire pour les bouviers, il est désormais privilégié par les touristes en visite compte tenu de sa localisation près du Loch Lomond. Le village est centré autour d'un espace vert, ce qui est une caractéristique inhabituelle dans les villages écossais alors que plus courante dans d'autres régions du Royaume-Uni.

## Localisation
Drymen est situé à l'ouest de Campsie Fells et offre une vue sur Dumgoyne à l'est et sur le Loch Lomond à l'ouest. La Queen Elizabeth Forest s'étend jusqu'à la limite du village et toute la zone fait partie du parc national du Loch Lomond et des Trossachs, premier parc national d'Écosse.

## Histoire
Il y a des vestiges d'un château médiéval de type motte castrale dans le village. Aux XVIIIe et XIXe siècles, Drymen était utilisé comme point d'escale pour les bouviers des Highlands alors qu'ils se dirigeaient vers et depuis les marchés du centre de l'Écosse.
À 1,6 km de Drymen se trouvent les ruines de la maison de campagne du château de Buchanan, propriété du duc de Montrose, qui a servi d'hôpital pendant la Seconde Guerre mondiale et qui abritait l'officier supérieur nazi Rudolf Hess. À une certaine époque, le domaine abritait également le siège du clan Graham.

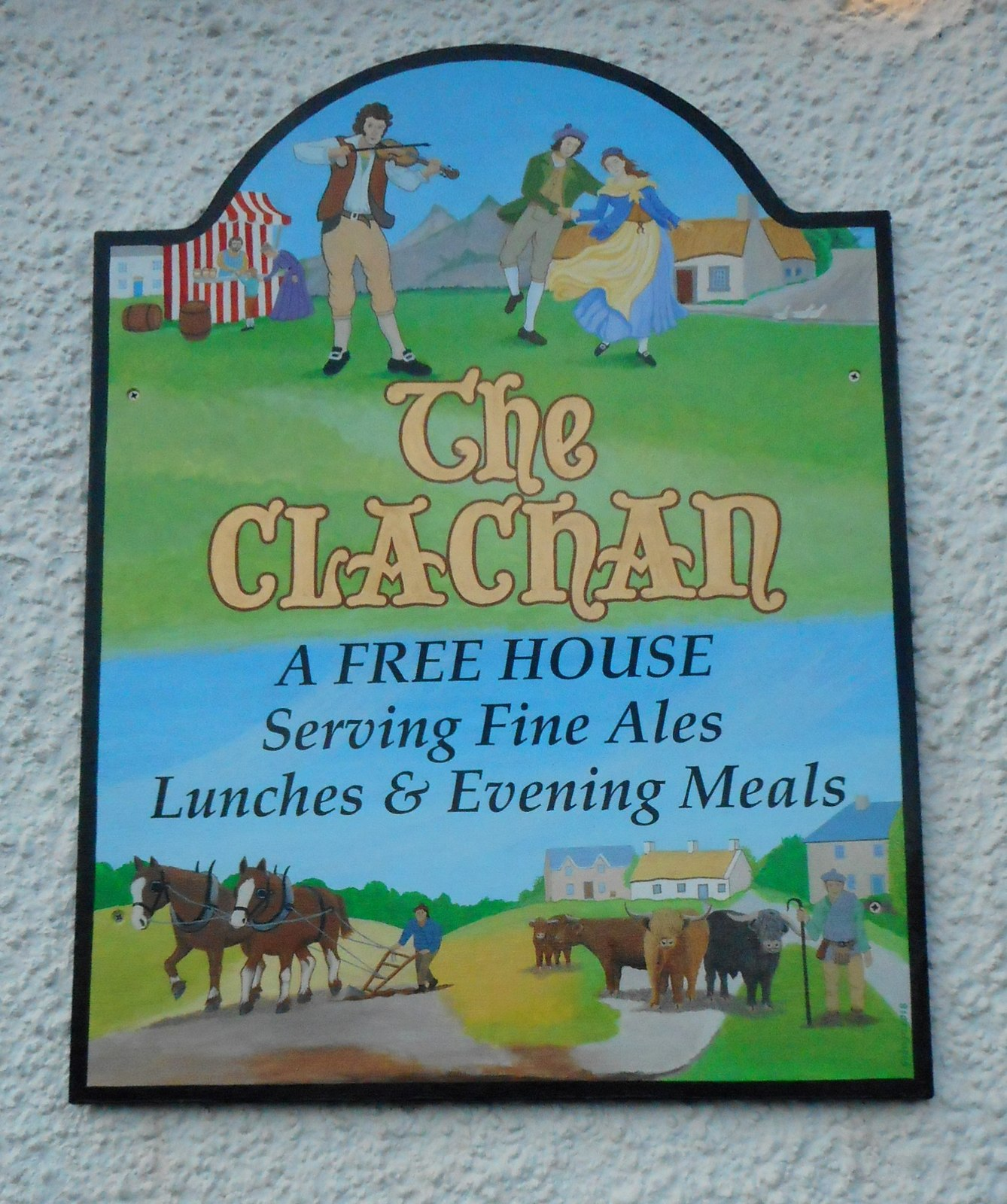
Clachan Inn.

La Clachan Inn, qui a obtenu sa première licence en 1734, prétend être l'un des plus anciens pubs d'Écosse.[2] La première titulaire de licence de l'auberge serait la sœur de Rob Roy MacGregor, Maîtresse Gow.

## Le village aujourd'hui
Malgré l'augmentation du nombre de villageois se rendant à Glasgow pour travailler, il subsiste une tradition agricole dans la région. Chaque année, au début de l'été, une exposition agricole a lieu dans les champs autour d'Endrick Water.
Il est souvent utilisé comme étape de nuit pour les randonneurs sur le West Highland Way et forme l'extrémité ouest du Rob Roy Way . Il y a quelques pubs et une boutique pour randonneurs.

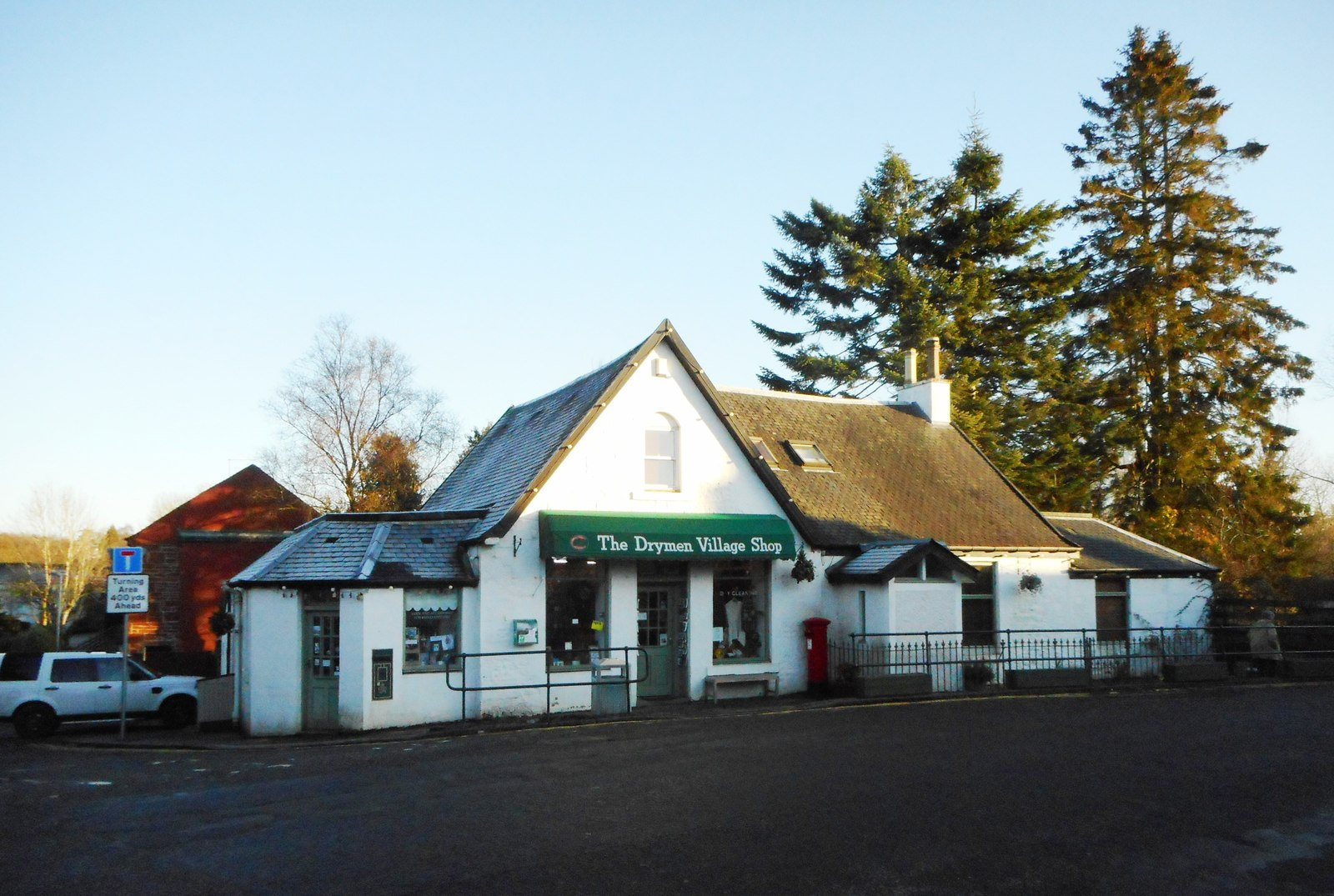
Commerce de Drymen.

En 2019, un permis de construire a été accordé pour un développement résidentiel comprenant plus de quatre-vingts nouveaux logements. Dans le cadre du développement, une contribution financière a été apportée pour améliorer l'école primaire locale afin d'augmenter sa capacité,.

## Personnalités en lien avec Drymen
- Duncan Macfarlan, ministre de l'église de Drymen et directeur de l'Université de Glasgow[10].
- Catherine Roy, infirmière décorée pendant la Première Guerre mondiale[11].
- Billy Connolly, habitant le village durant les années 1970[12].